# Diproton
Diproton eller 2He är en extremt instabil heliumisotop som innehåller två protoner och inga neutroner. Enligt teoretiska beräkningar skulle den ha varit mycket mer stabil (även om den fortfarande skulle betasönderfalla till deuterium) om den starka kärnkraften hade varit 2 % större. Dess instabilitet beror på spinn/spinn-växelverkan i kärnkraften, och Paulis uteslutningsprincip, som tvingar de två protonerna att ha antijusterade spinn och ger diproton en negativ bindningsenergi.
Det har funnits observationer av 2He. År 2000 observerade fysiker en ny typ av radioaktivt sönderfall i vilken en kärna avger två protoner vid en gång – möjligen en 2He-kärna. Laget, som leddes av Alfredo Galindo-Uribarri vid Oak Ridge National Laboratory, meddelade att upptäckten kommer att hjälpa forskarna att förstå den starka kärnkraften och att den ger nya insikter i skapandet av grundämnen inuti stjärnor. Galindo-Uribarri och medarbetare valde en neonisotop med en energistruktur som hindrar den från att avge enstaka protoner. Detta innebär att de två protonerna emitteras samtidigt. Laget avfyrade en stråle fluorjoner mot ett protonrikt mål för att producera 18Ne, som sedan sönderföll till syre och två protoner. Några protoner som hade emitterats från målet självt identifierades genom deras karakteristiska energier. Det finns två sätt på vilka den dubbla protonemissionen kan fortgå. Neonkärnan kan emittera en 'diproton' — ett par protoner sammanbundna som en 2He-kärna — vilken sedan sönderfaller till två separata protoner. Alternativt kan protonerna emitteras separat men samtidigt — demokratiskt sönderfall. Experimentet var inte tillräckligt känsligt för att fastställa vilken av dessa två processer som ägde rum.
Mer bevis på 2He hittades år 2008 vid Istituto Nazionale di Fisica Nucleare i Italien. En stråle 20Ne-joner riktades mot ett mål av berylliumfolie. Denna kollision omvandlade några av de tyngre neonkärnorna i strålen till en 18Ne-kärna. Dessa kärnor kolliderade sedan med en blyfolie. Den andra kollisionen resulterade i att  18Ne-kärnan exciterades till ett mycket instabilt tillstånd.